# Clara Reevová
Clara Reevová, nepřechýleně Clara Reeve (23. ledna 1729, Ipswich – 3. prosince 1807 tamtéž) byla anglická preromantická spisovatelka, autorka gotického románu Starý anglický baron napsaného podle vzoru Horace Walpoleho.

## Život
Narodila se jako jedno z osmi dětí protestantského faráře v Ipswichi. Již v raném věku ji otec vedl k četbě klasických knih, což v ní probudilo zájem o anglickou literaturu a historii. Po otcově smrti roku 1755 se s matkou a se dvěma sestrami přestěhovala do Colchesteru, kde se začala zabývat vlastní literární tvorbou. Brzy se však vrátila do Ipswiche do vlastního domu.
Psala verše, překládala z latiny a roku 1777 vydala gotický román Ochránce ctnosti (The Champoin of Virtue) známý od svého druhého vydání roku 1778 jako Starý anglický baron (The Old English Baron). Román byl kladně přijat, což jí povzbudilo k další tvorbě, která obsahuje mimo jiné další čtyři romány. Svým dílem ovlivnila spisovatelku Mary Shelleyovou.
Nikdy se neprovdala a žila v ústraní. Podle vlastního přání byla pohřbena ve svém rodném městě na hřbitově sv. Štěpána.

## Výběrová bibliografie

Starý anglický baron, frontispice vydání z roku 1778

- The Phoenix (1772, Fénix), zkrácený překlad latinského díla Johna Barclayho Argenis.
- The Champion of Virtue (1777, Ochránce ctnosti), gotický román, od svého druhého vydání roku 1778 známý jako The Old English Baron (Starý anglický baron), příběh středověkého anglického šlechtice a pozůstalých po jeho zavražděném příteli.
- The Two Mentors: A Modern Story (1783).
- The School for Widows: A Novel (1785, Škola pro vdovy), román v dopisech.
- The Progress of Romance (1785, Vývoj románu), jedna z prvních soustavnějších anglických studií na dané téma.[2]
- The Exiles, or, Memoirs of the Count de Cronstadt (1788).
- Plans of Education (1792, Plány vzdělávání), spis řešící problematiku ženského vzdělávání.
- The Memoirs of Sir Roger de Clarendon (1793)
- Destination, or, Memoirs of a Private Family (1799)
- Edwin, King of Northumberland: A Story of the Seventh Century (1802)

## Česká vydání
- Starý anglický baron. In: Anglický gotický román. Praha: Odeon 1970, přeložili Emanuel a Taťána Tilschovi.
- Starý anglický baron, Praha: Městská knihovna v Praze 2020, přeložili Emanuel a Taťána Tilschovi, elektronická kniha.